# Lasiurus blossevillii
Il vespertilio rosso occidentale (Lasiurus blossevillii  Lesson & Garnot, 1826) è un pipistrello della famiglia dei Vespertilionidi diffuso nel Continente americano.

## Descrizione

### Dimensioni
Pipistrello di piccole dimensioni, con la lunghezza della testa e del corpo tra 49 e 65 mm, la lunghezza dell'avambraccio tra 38 e 42 mm, la lunghezza della coda tra 37 e 54 mm, la lunghezza del piede tra 7 e 10 mm, la lunghezza delle orecchie tra 8 e 13 mm e un peso fino a 12 g.

### Aspetto
La pelliccia è lunga e densa. Le parti dorsali variano dal rossastro al grigiastro, con la base dei peli nera e la parte centrale color crema, mentre le parti ventrali sono variano dal giallo-brunastro al bruno-arancio, più brillanti sulla gola e con la base dei peli grigia o marrone. Sulle spalle, in prossimità dell'attaccatura alare, è presente una macchia biancastra. Il muso è rosato. Le orecchie sono corte, arrotondate, rosate e ben separate. Il trago è corto, stretto, con l'estremità arrotondata e curvato in avanti. Le membrane alari sono brunastre, con delle bande più chiare lungo le dita e sono attaccate posteriormente alla base delle dita dei piedi. La punta della lunga coda si estende leggermente oltre l'ampio uropatagio, il quale è quasi completamente ricoperto di lunghi peli rossastri. Alla base del pollice e del polso sono presenti delle chiazze color crema. Il calcar è lungo e privo di carenatura.

## Biologia

### Comportamento
Si rifugia solitariamente nel denso fogliame degli alberi a 1-5 metri dal suolo, inclusi diversi da frutto come albicocchi ed aranci, lungo i campi o vicino a zone urbane. L'attività predatoria inizia 1-2 ore prima del tramonto. Effettua migrazioni in gruppo molto lunghe verso sud in autunno. Entra in uno stato di torpore durante le ore più fredde del giorno e probabilmente entra in ibernazione per lunghi periodi nella parte meridionale degli Stati Uniti d'America.

### Alimentazione
Si nutre di insetti, particolarmente falene e mosche catturati vicino a luci artificiali e talvolta anche al suolo.

### Riproduzione
Femmine gravide sono state catturate in primavera. Danno alla luce fino a 4 piccoli alla volta dopo una gestazione di 80-90 giorni. Diventano indipendenti a circa 4-5 settimane di vita.  Gli accoppiamenti avvengono a fine estate o agli inizi dell'autunno.

## Distribuzione e habitat
Questa specie è diffusa dalla Columbia Britannica attraverso tutti gli Stati Uniti d'America occidentali, l'America centrale e quella meridionale fino all'Argentina centro-orientale. È presente anche sulle Isole Galapagos.
Vive foreste decidue, frutteti. fino a 2.500 metri di altitudine.

## Tassonomia
Sono state riconosciute 4 sottospecie:
- L.b.blossevillii: Colombia, Ecuador, Venezuela, Guyana, Suriname, Guyana francese, Perù orientale, Bolivia  settentrionale ed orientale, Brasile, Paraguay, Uruguay e Argentina settentrionale e centro-orientale;
- L.b.brachyotis (J. A. Allen, 1882): Isole Galápagos;
- L.b.frantzii (Peters, 1871): Costa Rica e Panama;
- L.b.teliotis (H. Allen, 1891): dal Canada sud-occidentale, attraverso gli Stati Uniti d'America occidentali e il Messico, eccetto la parte centrale delle Montagne Rocciose e la Penisola dello Yucatán fino al Belize, Guatemala, Honduras, Nicaragua ed El Salvador;

## Conservazione
La IUCN Red List, considerato il vasto areale, la popolazione presumibilmente numerosa, la presenza in diverse aree protette e la tolleranza alle modifiche ambientali, classifica L.blossevillii come specie a rischio minimo (Least Concern)).